# Umbral (grupo ecuatoriano)
Umbral fue un grupo de rock urbano ecuatoriano, cuya actividad se desarrolló en la década de los años 1980. 

## Inicios
En 1984 Francisco Prado y Nelson García deciden formar, en la ciudad de Quito, el dúo Umbral. Al comienzo incluyen en su repertorio temas de autores latinoamericanos como Silvio Rodríguez, Pablo Milanés, Charly García y también canciones del llamado rock clásico (Supertramp, Cat Stevens, Pink Floyd) en un espectáculo denominado Música fuera de moda. Tiempo después incorporan temas inéditos como "¿A dónde vas?", de Francisco Prado, que se convertiría en el tema que los da a conocer en todo Ecuador y otros países sudamericanos. Durante sus siguientes shows contaron con varios invitados, entre ellos Pedro Pino, exintegrante del grupo de fusión Amauta, quien se suma a la agrupación, quedando establecida formalmente como un trío. Francisco Prado se aleja momentáneamente debido a sus estudios de medicina y es reemplazado por Ricardo Williams.

## ¿A dónde vas?
Tras el retorno de Francisco Prado, en 1985 Umbral graba un primer sencillo con "¿A Dónde Vas?" en el lado A y "Oda a un entrometido" en el B (tema de una grabación de los tiempos de R. Williams). Al llegar a las radios el tema se difunde rápidamente y el grupo no solamente se presenta ante gran cantidad de público en Quito, sino también en otras ciudades de Ecuador como Loja, Cuenca y Ambato.
Luego de un año y por medio de una producción independiente, Umbral publica su primer LP, que aparte de incluir una nueva versión de "¿A dónde vas?" con una nueva estrofa, incluye varios temas como "Idilio" y "Lenguas de candela". El disco se transforma en un éxito total, con gran difusión en las radios del país.
El primer videoclip del grupo, "Tiempos Sobrehumanos", consigue una mención de honor en un concurso de producciones visuales nacionales. Durante un mes continuo, Umbral recorre varios pueblos y localidades rurales del Ecuador, como parte de una caravana que promueve la Campaña de Alfabetización.
La participación en el primer radioconcierto de Radio Visión de Quito, ayuda a que la gente conozca sus temas originales, algunos de los cuales formaban parte de una obra teatral-musical dedicada al expresidente de Chile Salvador Allende, pero que nunca fueron grabadas en estudio.
Comienza el registro de un segundo álbum, pero cuando recién se está grabado, Nelson García consigue una beca para estudiar música en Boston, por lo que Francisco y Pedro terminan la producción del mismo y participan de una mini gira por todas las facultades de la Universidad Central del Ecuador. Se graba el videoclip del corte principal del nuevo disco, "Quien con lobos se junta" y se siguen realizando presentaciones y entrevistas en los canales de televisión.
Umbral es invitado a tocar junto a importantes grupos y artistas latinoamericanos como Soda Stereo, Mecano y Fernando Ubiergo. El 4 de septiembre de 1987 abren el concierto del cantautor Piero en el Coliseo Mayor de la ciudad de Cuenca. Con Víctor Heredia comparten en la plaza de toros de Quito cantando en el escenario su tema "Coraje" en un concierto que queda registrado en video y es transmitido por un canal de TV. Finalmente Umbral se disuelve y cada integrante sigue su rumbo personal.

## Después de la disolución
- En el año 1994, se publicó el CD compilatorio Rock Ecuatoriano latitud 0, Vol. 1, en que se incluyeron los temas "¿A dónde vas?" e "Idilio", que permitió a las radios volver a promocionar "¿A dónde vas?" debido a que el formato del disco de vinilo ya no se usaba, dando a conocer estos temas a una nueva generación.

- En 1999, Juan Fernando Velasco, exintegrante de la agrupación TercerMundo incluyó una nueva versión de "¿A dónde vas?", como parte de su primer álbum en solitario, Para que no me olvides.[2]

- En 1996 se publicó el CD ¿A dónde Vas? (1984-1990), que incluía dos temas inéditos grabados por Francisco Prado y Nelson García, quien ya había regresado a Quito. Pedro Pino había vuelto a Chile, luego de 25 años de permanencia en Ecuador.

- El 26 y 27 de septiembre de 2007, Francisco Prado, Pedro Pino y Nelson García participan en el último reencuentro del trío Umbral, para conmmemorar los 20 años del grupo, ofreciendo el espectáculo Flashback de una época.

- Nelson García entre otras actividades musicales, realizó la música para la película Qué tan lejos, de Tania Hermida.[3] Pedro Pino trabaja en un proyecto personal de música instrumental. Actualmente, Francisco Prado ha editado un álbum como solista, Días mejores.

- En 2016, Umbral regresó temporalmente para lanzar un nuevo álbum, El último balcón de Guápulo, con Nelson García y Francisco Prado. El disco fue presentado con un concierto en el Teatro Nacional Sucre de Quito el 28 de septiembre de 2016.[4]

## Alineación
- Francisco Prado (Guitarra y voz)
- Pedro Pino (Primera guitarra coros)
- Nelson Garcia (Piano, teclados y coros)

## Discografía
- Umbral (1986)
- ¿A dónde Vas? (1984-1990) (1996)
- El último balcón de Guápulo (2016)